# The Doomsday Kingdom
The Doomsday Kingdom ist eine schwedische Heavy- und Epic-Doom-Band aus Stockholm, die 2015 gegründet wurde.

## Geschichte
Die Band wurde 2015 von Leif Edling, ebenfalls Gründer der Gruppe Candlemass, ins Leben gerufen. Edling hatte die Gründung während seines Aufenthalts in den unterirdischen Steinbrüchen von Paris beschlossen, wobei auch ein Faktor für die Gründung von The Doomsday Kingdom die ungewisse Zukunft von Candlemass war. Als Sänger wollte er anfangs den befreundeten Musiker Janne „JB“ Christoffersson von Grand Magus gewinnen, da dieser jedoch keine Zeit hatte, übernahm Niklas Stålvind diese Position. Im Oktober 2016 wurde die Vertragsunterzeichnung bei Nuclear Blast verkündet, woraufhin im November die EP Never Machine veröffentlicht wurde. Im März 2017 folgte bei dem Label das selbstbetitelte Debütalbum der Gruppe. Das Album erreichte in den Charts in Belgien im niederländischsprachigem (Flandern) den 148. und im französischsprachigem Teil (Wallonien) den 118. Platz. Das Album war im selben Jahr bei den Metal Hammer Awards in der Kategorie „Best Debut“ nominiert, verlor jedoch gegen Dool. 2017 war die Gruppe auch live aktiv, so war ihr Debütkonzert auf dem Roadburn Festival zu erleben.

## Stil
Andreas Schiffmann vom Rock Hard schrieb in seiner Rezension zu Never Machine, dass die Musik klassisch schwer und düster ist und der Unterschied zu Liedmaterial von Edlings anderen Projekten wie Krux oder Avatarium kaum erkennbar sei. Stilistisch könne man die Musik zwischen Candlemass zur Zeit des Albums Dactylis Glomerata, Edlings weiterem Projekt Abstrakt Algebra und Candlemass zu Zeiten von Messiah Marcolin, aufgrund von Niklas Stålvinds Gesang, einordnen. Vier Ausgaben später rezensierte Boris Kaiser das Debütalbum und konnte auch nur schwer einen Unterschied zwischen dem Liedmaterial von The Doomsday Kingdom, Krux, Candlemass und Avatarium ausmachen. Die Musik des Albums beschrieb er als „wunderbar auskomponierten, oft doomigen, zudem stark und druckvoll produzierten Heavy Metal“. Zudem fasste er es als eine Mischung des skandinavischen Metals der 1990er Jahre auf: etwas Abstrakt Algebra, Memento Mori, Memory Garden und ein wenig Veni Domine. Eine Ausgabe später beschrieb Uwe „Buffo“ Schnädelbach die Musik des Albums als eine Mischung des Epic Dooms von Candlemass mit der New Wave of British Heavy Metal der 1980er Jahre. Im Interview mit ihm gab Edling an, Fan der ersten Welle des britischen Heavy Metals bzw. von Bands wie die frühen Iron Maiden, Angel Witch, Venom, alten Accept, Anvil, Dio, Ozzy Osbourne und Witchfynde zu sein, was er versucht habe, bei The Doomsday Kingdom einzuarbeiten. Katrin Riedl vom Metal Hammer rezensierte das Album ebenfalls. Es sei besser komponiert als die vorherige EP und auch energiereicher. Das Album grenze „zwischen doomigen Depri-Tönen sowie beschwingtem Heavy Metal“. Geprägt würden die Songs vor allem durch Olssons Gesang und Edlings Ideen.

## Diskografie
- 2016: Never Machine (EP, Nuclear Blast)
- 2017: The Doomsday Kingdom (Album, Nuclear Blast)